# 李正国
李正国（1972年2月—），男，汉族，四川青川人，中华人民共和国政治人物。现任四川恒和信律师事务所主任、首席合伙人，民盟四川省委副主委。第十三、十四届全国政协委员。